# Яблуновка (Казахстан)
Я́блуновка (каз. Яблоновка) — село у складі району Біржан-сала Акмолинської області Казахстану. Входить до складу Зауральського сільського округу.
Населення — 128 осіб (2021; 169 у 2009, 239 у 1999, 243 у 1989).
Національний склад станом на 1989 рік:
- росіяни — 29 %;
- білоруси — 28 %.